# Monte Gilbert
Il Monte Gilbert è un piccolo vulcano estinto posto nella parte settentrionale dell'Isola di Akun, nelle Aleutine.
I suoi fianchi e la sua sommità sono ampiamente erosi sia dal mare che dall'azione dei ghiacci e fanno presupporre che la sua altezza fosse maggiore di quella attuale e posta lievemente più a Nord. Sulle pendici del vulcano era presente un'area fumarolica che emetteva chiari e visibili pennacchi di vapore fino al 1948 anno in cui hanno improvvisamente cessato la loro attività.